# Idotea
Idotea is een geslacht van zeepissebedden dat voornamelijk voorkomt in koele gematigde zeeën.

## Soorten
Het geslacht omvat 26 soorten:
- Idotea aleutica Gurjanova, 1933
- Idotea balthica (Pallas, 1772) (Gewone zeepissebed)
- Idotea brevicauda Dana, 1853
- Idotea brevicorna Milne Edwards, 1840
- Idotea chelipes (Pallas, 1766) (Brakwaterpissebed)
- Idotea danai Miers, 1881
- Idotea delfini Porter, 1903
- Idotea emarginata (Fabricius, 1793)
- Idotea fewkesi Richardson, 1905
- Idotea granulosa Rathke, 1843 (Gespikkelde zeepissebed)
- Idotea gurjanovae Kussakin, 1974
- Idotea indica Milne Edwards, 1840
- Idotea linearis (Linnaeus, 1766) (Staafpissebed)
- Idotea metallica Bosc, 1802
- Idotea neglecta Sars, 1897
- Idotea obscura Rafi, 1972
- Idotea ochotensis Brandt, 1851
- Idotea orientalis Gurjanova, 1933
- Idotea ostroumovi Sowinsky, 1895
- Idotea pelagica Leach, 1815
- Idotea phosphorea Harger, 1873
- Idotea rufescens Fee, 1926
- Idotea spasskii Gurjanova, 1950
- Idotea urotoma Stimpson, 1864
- Idotea whymperi Miers, 1881
- Idotea ziczac Barnard, 1951